# Ausländerverein
Ein Ausländerverein ist in Deutschland gemäß § 14 Vereinsgesetz ein Verein, dessen Mitglieder oder Leiter sämtlich oder überwiegend Ausländer sind.
Vereine, deren Mitglieder oder Leiter sämtlich oder überwiegend ausländische Staatsangehörige eines Mitgliedstaates der Europäischen Union (Unionsbürger) sind, gelten nicht als Ausländervereine.
Ausländervereine können wie andere Vereine verboten werden, „deren Zwecke oder deren Tätigkeit den Strafgesetzen zuwiderlaufen oder die sich gegen die verfassungsmäßige Ordnung oder gegen den Gedanken der Völkerverständigung richten“ (Art. 9 Grundgesetz, § 3 des Vereinsgesetzes).
Darüber hinaus können sie gemäß § 14 Absatz 2 Vereinsgesetz verboten werden, "soweit ihr Zweck oder ihre Tätigkeit
(1) die politische Willensbildung in der Bundesrepublik Deutschland oder das friedliche Zusammenleben von Deutschen und Ausländern oder von verschiedenen Ausländergruppen im Bundesgebiet, die öffentliche Sicherheit oder Ordnung oder sonstige erhebliche Interessen der Bundesrepublik Deutschland beeinträchtigt oder gefährdet,
(2) den völkerrechtlichen Verpflichtungen der Bundesrepublik Deutschland zuwiderläuft,
(3) Bestrebungen außerhalb des Bundesgebiets fördert, deren Ziele oder Mittel mit den Grundwerten einer die Würde des Menschen achtenden staatlichen Ordnung unvereinbar sind,
(4) Gewaltanwendung als Mittel zur Durchsetzung politischer, religiöser oder sonstiger Belange unterstützt, befürwortet oder hervorrufen soll oder
(5) Vereinigungen innerhalb oder außerhalb des Bundesgebiets unterstützt, die Anschläge gegen Personen oder Sachen veranlassen, befürworten oder androhen."
Nach § 19 VereinsGDV (Verordnung zur Durchführung des Gesetzes zur Regelung des öffentlichen Vereinsrechts) sind Ausländervereine, die ihren Sitz im Geltungsbereich des Vereinsgesetzes haben, innerhalb von zwei Wochen nach ihrer Gründung bei der für ihren Sitz zuständigen Behörde anzumelden.
Für "ausländische Vereine" die in Deutschland tätig sind, gelten nach § 15 des Vereinsgesetzes die Regeln für Ausländervereine entsprechend. Ihnen kann die Tätigkeit im Bundesgebiet untersagt werden (§ 18 des Vereinsgesetzes).
Insbesondere im Zusammenhang mit Vereinsverbotsverfahren wurden bspw. bisher als Ausländervereine benannt: die PKK und ihre Teilorganisationen (Roj TV, Özgür Politika u. a.), der Kalifatstaat, Hizb-ut-Tahrir, Al-Aqsa e.V.